# Laïs de Corinthe
Pour les articles homonymes, voir Laïs.
Laïs de Corinthe (en grec ancien Λαίς / Laís) est une courtisane grecque du Ve siècle av. J.-C., hétaïre, amante régulière de Myron, contemporaine d'Aspasie.
Elle est souvent confondue avec Laïs d'Hykkara, courtisane du IVe siècle av. J.-C. Comme les auteurs anciens dans leurs récits (généralement indirects) les confondent souvent ou n'indiquent pas à quoi ils se réfèrent, les deux sont devenues inextricablement liées.
Issue de l’Anthologie grecque, l’une des épigrammes du pseudo-Platon la concerne : elle y parle en son nom propre, de son rire, de la foule d’amants à sa porte et comporte une dédicace à Aphrodite, à qui elle dédie son miroir.

## Notice historique
Originaire de Corinthe, elle devint célèbre pour sa beauté et son avidité : elle mettait ses faveurs à un prix élevé devenu proverbial dans la Grèce d'alors. Selon certaines anecdotes, Démosthène offrit 1000 drachmes pour une nuit avec elle, et elle en exigea dix fois plus, mais s'offrit gratuitement à Diogène de Sinope,. Lorsqu'elle rencontra l'athlète Eubotas de Cyrène, elle en tomba amoureuse. Il aurait alors promis de l'épouser, mais ne voulant pas être distrait lors de sa préparation olympique, il n'en fit rien. Après sa victoire en 408 av. J.-C., il se contenta de ramener dans sa cité de Cyrène un portrait de l'hétaïre,.

## Sources
- Plutarque, Vies parallèles [détail des éditions] [lire en ligne] Nicias, XV, 4; Alcibiade, XXXIX, 8.
- Pierre Larousse, Grand dictionnaire universel du XIXe siècle, vol. 10 (L-MEMN).